# Liste des parcs nationaux de Russie
La liste des parcs nationaux de Russie recense les aires protégées de catégorie II de l'UICN. Ces « parcs nationaux » représentent le second niveau de protection le plus élevé que le gouvernement russe peut garantir à un espace naturel protégé, après les zapovednik.
Depuis 2012, elles sont systématiquement sous juridiction fédérale du ministère des Ressources naturelles et de l'Environnement et gérées par l'Agence fédérale des forêts, même si dans certains cas, leur gestion est subordonnée à des organisations de gestion spécifiques comme les parcs Mechtchiorski et Mechtchiora qui sont surbordonnés à l'Institution gouvernementale du budget fédéral depuis 2016. Seuls deux réserves naturelles — troisième niveau de protection le plus élevé, celle de Gyda (ru) et de Crimée, sont sous la juridiction fédérale et sont recensées ici. Parmi les parcs nationaux, cinq ont obtenu le statut de réserves de biosphère de l'Unesco.
Le nombre de parcs est en augmentation depuis la fin de l'URSS. En 2015, il y avait 49 parcs, en 2019, leur nombre est de 62 et en 2020 de 64. La superficie totale de ces parcs s'élève à 174 233,41 km2, soit 14,12 millions d'hectares hors zones d'eau de mer.

## Histoire de l'émergence des parcs nationaux en Russie

### Prémisses sous l'Empire russe
Avant 1890, certaines régions étaient administrées et louées par le ministère des propriétés d'État aux grands-ducs, princes et tsars pour servir de réserve de chasse. Par exemple, 80 000 dessiatines (87 200 ha) de terres dans la région du Kouban, aujourd'hui intégrées dans la réserve naturelle et biosphérique du Caucase, sont louées aux grands-ducs Pierre Nikolaïevitch et Georges Mikhaïlovitch en 1888. Ces premières aires réglementées, appelées zakazniks ou réserves, constituent depuis 1995 une catégorie des aires protégées de Russie,
.
Les premières tentatives de protection et conservation de la nature ont officiellement débuté sous l'Empire russe dans les années 1890. Dans un contexte de développement de la recherche scientifique, notamment en pédologie par Vassili Dokoutchaïev, les premières aires protégées voient le jour en raison de la disparition rapide des steppes vierges,. Les causes de cette disparition étaient peu connues, les scientifiques pensaient que le fait de labourer la terre pouvait exacerber les effets de la sécheresse. La nécessité de comprendre ce phénomène entraîna la création des zapovedniks — du russe заповедный, littéralement « sanctuaires de la nature » — des parcelles d'écosystèmes naturels intacts, dans lesquels toutes les activités économiques et humaines étaient proscrites, à l'exception de la garde forestière et la recherche scientifique.

### Développement sous l'URSS
Le graphique qui aurait dû être présenté ici ne peut pas être affiché car il utilise l'ancienne extension Graph, désactivée pour des questions de sécurité. Des indications pour créer un nouveau graphique avec la nouvelle extension Chart sont disponibles ici.

Le premier parc national de l'URSS — le parc national de Lahemaa — a été fondé en 1971 dans la RSS d'Estonie,,. En 1981, le statut juridique des parcs nationaux a été déterminé avec l'émergence d'une disposition type sur les parcs nationaux naturels d'État (en russe : государственных природных национальных парках, abr. ГПНП, PNNE),.
En 1983, les premiers PNNE ont été formés sur le territoire de la Russie à Sotchi et Lossiny Ostrov. À la fin de 1990, 11 parcs étaient dans les zones touristiques les plus pittoresques et célèbres du pays.

### Apogée russe
L'expansion rapide du réseau de parcs nationaux en Russie a eu lieu entre 1991 et 1994 : à la fin de 1994, leur nombre atteignait 27. Au cours de la même période, le cadre réglementaire a été reconstitué: le règlement sur les parcs naturels nationaux de la fédération de Russie a été adopté, qui a remplacé le règlement de 1981. En 1995, la loi fédérale sur « les zones naturelles spécialement protégées » a été adoptée, qui est toujours en vigueur.
Au cours des années suivantes, le taux de croissance du nombre de parcs nationaux a diminué. Le dernier à être créé le 15 septembre 2020 est le parc national de Salaïr. Le nombre total de parcs nationaux en activité a atteint 64. Les parcs nationaux sont gérés par l'Agence fédérale des forêts de Rosleskhoz des forêts subordonnée à l'Agence fédérale des forêts et administré par le ministère des Ressources naturelles et de l'Environnement.

## Géographie

### Superficie
La superficie totale de ces parcs s'élève à 174 233,41 km2, soit 14,12 millions d'hectares hors zones d'eau de mer.
Le parc le plus grand de Russie est le parc national de l'Arctique russe, avec une surface de 88 000 km2.

## Parcs actifs
| no | Nom                         | Image                                                                     | Sujet fédéral                               | Superficie en km2 | Création                    | Description |
| -- | --------------------------- | ------------------------------------------------------------------------- | ------------------------------------------- | ----------------- | --------------------------- | --- |
| 1  | Alanie                      | Vue du parc national d'Alanie                                             | Ossétie du Nord-Alanie                      | 549,26            | 18 février 1998             | Région située dans les montagnes du Caucase centrales, avec un climat continental humide, des rivières alimentées par des glaciers et une diversité culturelle. Elle a une richesse biologique importante, notamment avec la rarissime chèvre du Caucase, l'ours brun et le gypaète barbu, 168 espèces sont identifiées et 23 d'entre elles sont inscrites dans livre rouge de Russie. |
| 2  | Alkhanaï                    | Vue du Parc national Alkhanaï                                             | Kraï de Transbaïkalie                       | 1 382,34          | 15 mai 1999                 | Région située entre la Taïga de Sibérie Orientale au nord et la steppe eurasiatique mongole au sud. Le Mont Alkhanaï domine le parc, avec un climat climat subarctique et plusieurs ruisseaux et deux principales rivières, l'Inia et l'Onon. Lieu culturel, symbolique et de pèlerinage pour les Mongols, les chamanes et les Bouddhistes. Plus de 120 espèces vertébrées sont identifiées et 160 insectes, 4 espèces sont inscrites dans le livre rouge de Russie. |
| 3  | Aniouï                      | Vue du parc national d'Anyuyski                                           | Kraï de Khabarovsk                          | 4 293,7           | 15 décembre 2007            | Région située à l'Est de la cordillère Sikhote-Aline et à l'Ouest des montagnes du Petit Khingan, la moitié du parc est située sur une dépression plate et marécageuse au climat continental humide. La rivière Aniouï se jette dans l'Amour. Un habitat important pour les espèces aquatiques, notamment pour les poissons. Certaines espèces menacées d'extinction comme le tigre de Sibérie ou la belette de montagne. |
| 4  | Bachkirie                   | Vue du parc national de Bachkirie                                         | Bachkirie                                   | 832               | 11 septembre 1986           | Région située sur le versant sud-ouest de l'Oural méridionale, à l'ouest de la ligne de partage des eaux du massif de l'Ouraltaou, dans la partie sud-est de la Bachkirie, près de la ville de Meleouz. Elle se caractérise par un relief karstique, un climat continental et un couvert végétal de steppe, de taïga et de pairies montagneuses. Au moins 40 espèces rares et menacées sont incluses dans le livre rouge de la République de Bachkirie et 15 d'entre elles étaient incluses dans le livre rouge de l'URSS en 1988.                                                |
| 5  | Béringie                    | Vue du parc national de Béringie                                          | Tchoukotka                                  | 18 194,54         | 17 janvier 2013             | Région en patrimoine partagé avec les États-Unis depuis 1991,. Environ 100 espèces rares et menacées sont inscrites sur le livre rouge du district autonome de Tchoukotka et 10 plantes et quelques animaux sont aussi inscrits sur le livre rouge de Russie. |
| 6  | Bikine                      | Vue du parc national de la Bikine                                         | Kraï du Primorié                            | 11 604,69         | 3 novembre 2015             | |
| 7  | Forêt de Bouzoulouk         | Vue du parc national de la forêt de Bouzoulouk                            | Oblast d'Orenbourg, Oblast de Samara        | 1 067,88          | 2 juin 2007                 | |
| 8  | Valdaï                      | Vue du parc national de Valdaï                                            | Oblast de Novgorod                          | 1 584,61          | 17 mai 1990                 | Réserve mondiale de biosphère (2004)[réf. nécessaire] |
| 9  | Vodlozero                   | Vue du parc national de Vodlozero                                         | République de Carélie, Oblast d'Arkhangelsk | 4 683,4           | 20 avril 1991               | Réserve mondiale de biosphère (2001) |
| 10 | Gydan                       | Vue du parc national de Gydan sous un soleil orangé                       | Iamalie                                     | 8 781,74          | 10 décembre 2019            | |
| 11 | Zabaïkalski                 | Vue du parc national Zabaïkalski                                          | Bouriatie                                   | 2 671,77          | 12 septembre 1986           | Patrimoine mondial (1996, Lac Baïkal) |
| 12 | Zavidovo (ru)               | Vue du parc national de Zavidovo devant la rivière Lama                   | Oblast de Moscou, Oblast de Tver            | 1 254             | 21 juillet 2015             | |
| 13 | Terre du Léopard            | Vue de la ferme centrale centrale du parc national de la Terre du Léopard | Kraï du Primorié                            | 2 687,97          | 5 avril 2012,               | |
| 14 | Zygalga                     | Coucher de Soleil vu depuis les crêtes de Bakty et de Zygalga             | Oblast de Tcheliabinsk                      | 456,62            | 18 novembre 2019            | |
| 15 | Zov Tigra                   |                                                                           | Kraï du Primorié                            | 821,52            | 2 juin 2007                 | |
| 16 | Ziouratkoul                 |                                                                           | Oblast de Tcheliabinsk                      | 867,5             | 3 novembre 1993             | |
| 17 | Kalevala                    |                                                                           | République de Carélie                       | 743,43            | 30 novembre 2006            | |
| 18 | Kytalik                     |                                                                           | République de Sakha                         | 18 855,54         | 24 décembre 2019            | |
| 19 | Kenozero                    |                                                                           | Oblast d'Arkhangelsk                        | 1 392             | 28 décembre 1991            | Réserve mondiale de biosphère (2004)[réf. nécessaire] |
| 20 | Kislovodsk (ru)             |                                                                           | Kraï de Stavropol                           | 9,65              | 7 juin 2016                 | |
| 21 | Kodar                       |                                                                           | Kraï de Transbaïkalie                       | 4 917,1           | 8 février 2018              | |
| 22 | Koïgorodok                  | Téléverser                                                                | République des Komis                        | 567               | 7 décembre 2019             | |
| 23 | Colonnes de Krasnoïarsk     | Vue du parc national des colonnes de Krasnoïarsk                          | Kraï de Krasnoïarsk                         | 472,19            | 28 novembre 2019            | Inscrit sur la liste des nominations pour figurer sur la liste du patrimoine mondial de l'Unesco depuis 2007. Site zapovednik depuis 1925. |
| 24 | Réserve naturelle de Crimée |                                                                           | Crimée                                      | 345,6             | 13 septembre 2018           | Site zapovednik ukrainien depuis 1919,. |
| 25 | Isthme de Courlande         |                                                                           | Oblast de Kaliningrad                       | 66,27             | 6 novembre 1987             | Patrimoine mondial (2000, Isthme de Courlande) partagé avec la Lituanie au centre du parc national éponyme. |
| 26 | Îlots du Ladoga             |                                                                           | République de Carélie                       | 1 220             | 28 décembre 2017            | Région située dans un paysage rocheux dans une moyenne taïga, au Nord-Ouest du lac Ladoga, les sols sont légèrement marécageux et les forêts principalement constituées de pins. La végétation est caractérisée par la présence de myrtilles, d'oxalis, d'érables ou encore de tilleuls. Plusieurs espèces sont inscrites dans le livre rouge de Russie. Le parc fait partie d'un projet d'envergure transnationale entre la Russie, la Finlande et la Norvège visant à préserver une ceinture verte russofinlandaise (ru), s'inscrivant aussi dans la ceinture verte européenne. |
| 27 | Colonnes de la Léna         |                                                                           | République de Sakha                         | 12 179,41         | 6 août 2018                 | Patrimoine mondial (2012) |
| 28 | Lossiny Ostrov              |                                                                           | Moscou, Oblast de Moscou                    | 128,81            | 24 août 1983,               | |
| 29 | Mari Tchodra                |                                                                           | République des Maris                        | 365,93            | 13 septembre 1985           | |
| 30 | Mechtchiora (ru)            |                                                                           | Oblast de Vladimir                          | 1 187,58          | 9 avril 1992                | |
| 31 | Mechtchiorski               |                                                                           | Oblast de Riazan                            | 1 030,14          | 9 avril 1992–13 avril 2016. | |
| 32 | Netchkinski                 |                                                                           | Oudmourtie                                  | 207,52            | 16 octobre 1997             | |
| 33 | Nijniaïa Kama               |                                                                           | Tatarstan                                   | 265,87            | 20 avril 1991               | |
| 34 | Onejskoïé Pomorié           |                                                                           | Oblast d'Arkhangelsk                        | 2 016,68          | 26 février 2013             | |
| 35 | Région boisée d'Orel        |                                                                           | Oblast d'Orel                               | 777,45            | 9 janvier 1994              | |
| 36 | Paanajärvi                  |                                                                           | République de Carélie                       | 1 033             | 20 mai 1992                 | |
| 37 | Lac Plechtcheïevo           |                                                                           | Oblast de Iaroslavl                         | 237,9             | 26 septembre 1988           | |
| 38 | Pribaïkalsky                |                                                                           | Oblast d'Irkoutsk                           | 4 173             | 13 février 1986             | Patrimoine mondial (1996, Lac Baïkal) |
| 39 | Pripychminskié Bory         | Frontières du parc national Pripyshminskiye Bory                          | Oblast de Sverdlovsk                        | 490,5             | 20 juin 1993                | |
| 40 | Prielbroussié               |                                                                           | Kabardino-Balkarie                          | 1 010,2           | 22 septembre 1986           | |
| 41 | Arctique russe              |                                                                           | Oblast d'Arkhangelsk                        | 14 260            | 15 juin 2009                | |
| 42 | Nord russe                  |                                                                           | Oblast de Vologda                           | 1664              | 20 mars 1992                | |
| 43 | Saïliouguem                 | Vue du parc national de Saïliouguem                                       | République de l'Altaï                       | 1 185,37          | 27 février 2010             | |
| 44 | Samarskaïa Louka            |                                                                           | Oblast de Samara                            | 1 271,86          | 28 avril 1984               | Réserve mondiale de biosphère (2006)[réf. nécessaire] |
| 45 | Samour                      |                                                                           | Daghestan                                   | 482,73            | 25 décembre 2019            | |
| 46 | Sebej                       |                                                                           | Oblast de Pskov                             | 500,21            | 1er juillet 1996            | |
| 47 | Senguileï                   |                                                                           | Oblast d'Oulianovsk                         | 436,97            | 16 mars 2017                | |
| 48 | Lacs de Smolensk            |                                                                           | Oblast de Smolensk                          | 1 462,37          | 15 avril 1992               | Réserve mondiale de biosphère (2004)[réf. nécessaire] |
| 49 | Smolny                      |                                                                           | Mordovie                                    | 363,85            | 7 mars 1995                 | |
| 50 | Sotchi                      |                                                                           | Kraï de Krasnodar                           | 2 086             | 5 mai 1983,                 | |
| 51 | Taganaï                     |                                                                           | Oblast de Tcheliabinsk                      | 568,43            | 5 mars 1991                 | |
| 52 | Tokinski-Stanovoï           | Téléverser                                                                | Oblast de l'Amour                           | 2 528,94          | 20 décembre 2019            | |
| 53 | Tounka                      |                                                                           | Bouriatie                                   | 11 836,62         | 27 mai 1991                 | |
| 54 | Ougra                       |                                                                           | Oblast de Kalouga                           | 986,23            | 10 février 1997             | Réserve mondiale de biosphère (2002)[réf. nécessaire] |
| 55 | Oudegueïskaïa Leguenda      |                                                                           | Kraï du Primorié                            | 886               | 9 juin 2007                 | |
| 56 | Khvalynsk                   |                                                                           | Oblast de Saratov                           | 255,14            | 19 août 1994                | |
| 57 | Khibiny                     | \|Oblast de Mourmansk                                                     | Oblast de Mourmansk                         | 848,04            | 8 février 2018              | |
| 58 | Tchavach Varmané            |                                                                           | Tchouvachie                                 | 252,47            | 20 juin 1993                | |
| 59 | Tchikoï                     |                                                                           | Kraï de Transbaïkalie                       | 6 664,68          | 28 février 2014             | |
| 60 | Îles Chantar                |                                                                           | Kraï de Khabarovsk                          | 5 155             | 30 décembre 2013            | |
| 61 | Chorie                      |                                                                           | Oblast de Kemerovo                          | 4 138,43          | 27 décembre 1989            | |
| 62 | Chouchenski Bor             |                                                                           | Kraï de Krasnoïarsk                         | 391,7             | 3 novembre 1995             | |
| 63 | Yougyd Va                   |                                                                           | République des Komis                        | 18 917,01         | 23 avril 1994               | Patrimoine mondial (1995, Forêts vierges de Komi) |
| 64 | Salaïr                      |                                                                           | Kraï de l'Altaï                             | 1 612,2           | 15 septembre 2020           | |

- Statut historique particulier.
- Parc faisant partie du patrimoine mondial l'Unesco
- Parc faisant partie d'une réserve de biosphère de l'Unesco

### Statuts historiques particuliers
Le statut du parc national de Béringie a évolué historiquement. De 1990 à 1993, il a le statut de parc naturel international géré par l'URSS et les États-Unis. En 1993, il devient un parc naturel et éthique géré par le district autonome de Tchoukotka. En 2013, il devient un parc national sous la gestion de l'Institution gouvernementale du budget fédéral du parc national Béringie, subordonnée au ministère des ressources naturelles et de l'environnement.
La réserve naturelle de Crimée a un statut historique et juridique particulier. À la chute de l'Union soviétique (1991), Sébastopol est rattachée aux subdivisions de l'Ukraine, mais avec un statut particulier différent de la république autonome de Crimée (voir subdivisions de l'Ukraine) qui en fait une enclave russe de facto mais sous couvert de la présidence ukrainienne de jure. En 2014, le référendum de 2014 en Crimée en faveur du rattachement de la Crimée à république autonome de Crimée est contestée par l'Ukraine et d'autres pays de l'ONU. Selon la résolution no 68/262 adoptée le 27 mars 2014 par l’Assemblée générale des Nations unies par 100 voix pour, 11 contre et 58 abstentions, la Crimée reste un territoire ukrainien. Depuis sa création en 2018, la réserve est rattachée à la juridiction fédérale russe, mais figure parmi les problèmes sur la propriété de la Crimée (ru).
Lors de sa création par la résolution no 423 du 6 novembre 1987 du comité exécutif régional et le département des forêts, le Conseil des ministres de la RSFSR, parc national de l'Isthme de Courlande est partagée avec la république socialiste soviétique de Lituanie, notamment par l'attribution de la flèche de Courlande. Depuis la chute de l'URSS, le parc conserve un statut transfrontalier et est site du patrimoine mondial de l'UNESCO partagé avec la Lituanie.
Par la résolution no 1735 du 20 décembre 2019, créant le parc national Tokinski-Stanovoï, la réserve naturelle Tokinski (ru) conserve son statut crée à partir de la résolution no 383 du 13 octobre 2010. La gestion est cependant transferée au ministère des ressources naturelles et de l'environnement. En dehors des cas d'aires partagées et du conflit juridique opposant l'Ukraine à la Russie, il s'agit de la seule aire protégée à avoir un double statut, le second étant une extension juridique du premier.

## Parcs prévus
Le plan d'action gouvernemental pour la mise en œuvre des principes fondamentaux de la politique de l'État dans le domaine du développement environnemental du pays comprend la création de 19 parcs nationaux entre 2013 et 2020 ; la création de trois parcs nationaux dans la zone arctique de la fédération de Russie est distinguée séparément.

## Distinctions internationales

### Réserves de biosphère
Parmi les parcs nationaux russes, 5 ont été classés réserves de biosphère par l'Unesco : Vodlozersky en 2001, Lacs de Smolensk et Ougra en 2002, Valdaï et Kenozero en 2004.

### Patrimoine mondial
L'UNESCO a classé 11 sites naturels dans la liste du patrimoine mondial de l'humanité :
Le site du lac Baïkal notamment, comprend 2 parcs nationaux et 2 zapovednik.